# Han Yutong
Han Yutong (cinese: 韩雨桐;; Prefettura autonoma coreana di Yanbian, 16 settembre 1994) è una pattinatrice di short track cinese.

## Biografia
Ha studiato all'Università dello Sport di Pechino.
Ha rappresentato la Cina ai Giochi olimpici invernali di Pyeongchang 2018, giungendo dodicesima nei 500 metri, nona nei 1500 metri e settima nella staffetta 3000 metri.

## Palmarès
- Mondiali

Montrèal 2014: oro nella staffetta 3.000 m;
Mosca 2015: argento nella staffetta 3.000 m;
- Universiade

Granada 2015: oro nei 500 m; oro nella staffetta 3.000 m; bronzo nei 1500 m;